# Fabricius Gábor
Fabricius Gábor (Budapest, 1975. október 25. –) magyar filmrendező, forgatókönyvíró, író és médiadesigner.

## Kezdeti évek, tanulmányok
A budapesti Eötvös József Gimnáziumban érettségizett 1994-ben. Később a Moholy-Nagy Művészeti Egyetemen folytatta tanulmányait, ahol 2003-ban médiadesign szakon szerzett diplomát.
2005-ben a Central Saint Martins (University of the Arts London) mesterképzésén szerzett MA diplomát. A diploma megszerzését követően a Scott Free Filmsnél, Ridley Scott produkciós cégénél kezdte filmes karrierjét gyakornokként.

## Életpálya
1997-ben megalapította a Republic Group kreatív ügynökséget. Az új cég médiadesignere volt, maga is számos reklámfilmet rendezett. Médiadesignerként, majd később kreatív igazgatóként, Fabricius, cégével olyan díjakat nyert el, mint a Cannes Lions International Festival of Creativity Arany Média Oroszlánja 2000-ben, vagy a Sabre-díj és az Ezüst Clio-díj 2017-ben.
A 2000-es évek kezdetén megalapította az Ittvan.org nonprofit alapítványt, amely a társadalmi tudatosságot növelő kampányokra összpontosított. A British Council a kultúrák közötti közvetítői munkájáért 2008-ban Multiculturalism Prize-zal tüntette ki. 2010-ben Fabricius megalapította a Otherside Stories kreatív filmes céget.
2014 óta tanít fotográfiát egykori alma materében, a budapesti Moholy-Nagy Művészeti Egyetemen. 2018-ban megalapította a BrandFestival kommunikációs fórumot Magyarországon, s rendszeresen publikált politikai marketing tárgykörben a Magyar Hírlapban és a Figyelőben.

## Filmek
2006-ban kezdett el rövidfilmeket készíteni, az elsőt, Live címmel, a Sziget Fesztiválról forgatta.
Ugyanebben az évben írta és rendezte meg a Felnőttek című rövidfilmjét, amelyet a görögországi Naoussa Nemzetközi Filmfesztiválon mutattak be először.
Bianka című filmje 2012-ben került a mozikba, benne megjelentek a magyarországi romakérdéssel kapcsolatban akkoriban kiéleződött feszültségek.
2014-ben készített filmje bemutatta a kilakoltatások okozta társadalmi feszültségeket és tragédiákat. A filmalkotás, melyet Sintér címmel készített el, a helyi alvilág és a lakásmaffia életébe is bepillantást enged.
A Sintér világpremierje a Torontói Nemzetközi Filmfesztiválon volt.
A filmet 2015-ben bemutatták a litvániai Vilnius Nemzetközi Filmfesztiválon, az írországi Cork Nemzetközi Filmfesztiválon, a horvátországi Vukovári Filmfesztiválon és a londoni Raindance Filmfesztiválon is.
A film később 2015-ben elnyerte a Magyar Média Alap Huszárik Zoltán-díját.
Fabricius 2016-ban bemutatott Dialógus című filmje a migráció kérdésével foglalkozik. A rövidfilmet a Zürichi Nemzetközi Filmfesztiválon a „Neue Welt Sicht Ungarn” szekcióban vetítették. Ezt követően szerepelt a luxemburgi CinEast Filmfesztiválon és az indiai Mumbai Nemzetközi Filmfesztiválon, valamint a csehországi FabioFest Filmfesztiválon is. A Dialógus premierje az Egyesült Államokban a 2018-as Sacramentói Filmfesztiválon volt.

### Eltörölni Frankot
Első nagyjátékfilmje, a 2021-ben elkészült Eltörölni Frankot, egy történelmi társadalompolitikai dráma. A film 1983-ban, a vasfüggöny mögött, Budapesten játszódik, és egy betiltott punkzenekar dalszerzőjét és énekesét, Frankot követi nyomon, aki generációjának képviselőjeként fellázad a totalitárius rendszer ellen, majd ezt követően menekülnie kell a megtorlás elől. A filmet az Otherside Stories gyártotta, a Nemzeti Filmintézet (NFI) támogatásával.
Az Eltörölni Frankot című filmet a Velencei Nemzetközi Filmkritikusok beválogatták a Velencei Nemzetközi Filmfesztivál programjába, megadva evvel Fabriciuséknak a lehetőséget az azon történő, 2021. szeptember 5-i világpremierre. A filmfesztiválon a Fabricius elnyerte a Velencei Biennálé Nemzetközi Filmkritikus Akadémiája leginnovatívabb filmért járó díját.
A nemzetközi filmkritikusok a velencei díjátadón hangsúlyozták, hogy döntésük meghozatalakor különleges hangulatú műnek, jelentős és megrendítő alkotásnak ítélték a filmet. A neves brit filmmagazin, a Screen International, méltatása szerint Fabriciusban a magyar filmművészet figyelemre méltó, új tehetségét ismerhették meg, akinek rendkívül szuverénnek ítélt filmalkotása, bemutatóját követően, joggal nyerte el a Circolo del Cinema di Verona innovációs díját.
Az Akadémia a legerőteljesebb és legemlékezetesebb szinészi alakításért International Starlight Cinema Award díjjal jutalmazta Fabricius díjnyertes filmjének főszereplőjét, Fuchs Benjamint. Fuchs lett ezzel az első magyar színész, aki megkapta ezt az elismerést.
A filmet a velencei nemzetközi premieren fekete-fehérben mutatták be, az artmozi-hálózatokba is így került, a hagyományos filmszínházakban viszont a film színes változatát forgalmazták. A magyarországi bemutató időpontja 2021. október 7-én volt.
A következő évben, 2022-ben, az Eltörölni Frankot az indiai Pune International Film Festivalon elnyerte a zsűri különdíját. Ugyanebben az évben, Hollandiában, a Winners Movies that Matters Festivalon a film megkapta  a zsűri nagydíját.

### Forgatókönyvek
Forgatókönyvíróként a saját, a Sintér, a Dialógus és az Eltörölni Frankot című filmjei forgatókönyvét is Fabricius írta.
Az Eltörölni Frankot forgatókönyvét 2018-ban fejezte be, két évvel a film forgatása előtt, és több nemzetközi filmfesztivál forgatókönyvíró versenyén is részt vet vele, többek között Szarajevóban, Karlovy Varyban és Bécsben, ahol dobogós helyezést ért el.

## Könyvek
2009-ben jelentette meg első novelláit Puha Neon Fejlövés című novelláskötetében, amelyben a magyar felsőosztály értékvesztésének okait vizsgálja.
Ezt követően a Másik bolygó című regénye jelent meg 2016-ban. A könyv olyan magyar fiatalokról szól, akik a rendszerváltás után autóstoppal Nyugatra utaznak.

## Fordítás
- Ez a szócikk részben vagy egészben  a   Gábor Fabricius című angol Wikipédia-szócikk ezen változatának fordításán alapul.  Az eredeti cikk szerkesztőit annak laptörténete sorolja fel. Ez a jelzés csupán a megfogalmazás eredetét és a szerzői jogokat jelzi, nem szolgál a cikkben szereplő információk forrásmegjelöléseként.